# برج السلام (حيفا)
برج السلام - حيفا
برج السلام (قلعة السلام، وتسمى أيضًا برج أبو السلام[بحاجة لمصدر]، أو البرج باختصار) بناه ضاهر العمر[بحاجة لمصدر]عام 1762 كحصن دفاعي للمدينة الجديدة التي بناها في حيفا.

## تاريخه
هدم العمر مدينة حيفا القديمة عام 1761 والتي كانت تقع بجوار حي بات غاليم الحالي، ثم قام بتحريك المدينة جنوباً (في المدينة السفلى منطقة الحكومة الحالية) وأطلق عليها اسم «العمارة الجديدة» مما يعني أن المستوطنة الجديدة بدأت تسمى «المدينة الجديدة» بمرور الوقت. من أجل الدفاع عن المدينة، قام ببناء بيئة بنية اللون وعلى سلسلة من التلال التي تعلو المدينة وتطل عليها، بنى حصنًا مكونًا من طابقين. كانت قاعدة الحصن على شكل مستطيل. يقع موقع الحصن جنوب المدينة الجديدة في الطرف الشمالي لـ «الحديقة التذكارية» اليوم، شمال شارع حسن شكري، أمام مبنى بلدية حيفا. تم تجهيز الحصن بالمدافع. للوصول إلى القلعة، تم شق طريق لها من المدينة. سميت طريق «المسمار» لسنوات حتى أعيدت تسميته إلى «شارع معاليه هشارور».
في 20 مارس 1799، احتل جيش نابليون حيفا في طريقه لاحتلال عكا. في منتصف مارس 1799، قبل احتلال المدينة، أمر أحمد الجزار[بحاجة لمصدر] - حاكم شمال إسرائيل، بإخراج المدافع من الحصن ونقلها إلى عكا. نظرًا للتقدم السريع لجيش نابليون، لم يتمكن العثمانيون من إخراج حوالي 20 ألف قطعة من الخبز المحمص وأطباق الأرز الموجودة فيه واستخدامها من قبل الجيش الفرنسي ولم يتم إرجاع المدافع إلى البرج بعد فشل حصار عكا.
في نهاية عام 1831، غزا إبراهيم باشا حيفا وأسس مقره هناك كجزء من استعداداته لفتح عكا، تضمنت استعداداته تجديد تحصينات المدينة حيث تم إعادة وضع المدافع في البرج. حكم إبراهيم باشا المدينة حتى عام 1840، وفي 16 سبتمبر 1840، تعرضت حيفا للقصف من قبل فرقاطات بريطانية وعثمانية -الفرقاطة هي اسم يطلق عبر التاريخ على عدة أنواع من السفن، غالبًا ما تكون سفن حربية صغيرة أو متوسطة الحجم، سريعة وذات تسليح خفيف نسبيًا. عقب القصف تخلى الجنود المصريون عن مواقعهم على الساحل. في 18 سبتمبر، هبطت وحدة عسكرية بريطانية على الشاطئ. خلال معركة المدينة، أصيب البرج نتيجة القصف، مما أدى إلى توقف مدافعها وخمسة عن استخدامها، وتوقف المبنى عن العمل كحصن يحمي المدينة. وبقيت بقايا قذائف الهجوم البريطاني في منطقة البرج وحيفا لسنوات عديدة.
في عام 1862 قام أعضاء من طائفة الروم الكاثوليك في حيفا ببناء كنيسة السيدة. وبحسب الراوي فإن الكنيسة بنيت من حجارة البرج.
في نهاية الفترة العثمانية، أعيدت المدافع إلى بقايا قلعة البرج لاستخدامها في إعلان بداية شهر رمضان.
أعطت القلعة اسمها للمنطقة. لسنوات عديدة كانت منطقة القلعة تسمى «منطقة البرج» أو «أرض البرج» وهكذا ظهرت أيضًا في المقالات الصحفية. إلى الغرب من مبنى بلدية حيفا، نشأ حي يسمى «البرج» على مر السنين، وكان سكانه من الأثرياء العرب والمسيحيين والمسلمين.
في الأربعينيات من القرن الماضي، كان من الممكن رؤية بقايا البرجوازية في مكانها. في شباط 1950، قررت بلدية حيفا بناء نصب تذكاري وحديقة في منطقة البرج. أثناء تحضير المنطقة لإنشاء الحديقة التذكارية في الخمسينيات من القرن الماضي، اختفت بقايا القلعة[بحاجة لمصدر]. افتتحت «الحديقة التذكارية» في مايو 1953.